# Deddy Mizwar
Deddy Mizwar, född 5 mars 1955 i Jakarta, är en indonesisk skådespelare och filmregissör.

## Filmografi
- 2003 – Kiamat Sudah Dekat (även regissör)
- 1991 – Gema Kampus 66
- 1990 – Jual Tampang
- 1988 – Irisan-Irisan Hati
- 1987 – Ayahku
- 1987 – Bilur-bilur Penyesalan
- 1987 – Cintaku di Rumah Susun
- 1987 – Kerikil-Kerikil Tajam
- 1987 – Naga Bonar
- 1986 – Kejarlah Daku kau Kutangkap
- 1985 – Sunan Kalijaga & Syech Siti Jenar
- 1984 – Hati yang Perawan
- 1984 – Sunan Kalijaga (film)